# Amazoromus becki
Amazoromus becki är en spindelart som beskrevs av Antonio D. Brescovit och Hubert Höfer 1994. Amazoromus becki ingår i släktet Amazoromus och familjen plattbuksspindlar. Inga underarter finns listade i Catalogue of Life.